# Blood Harmony
Blood Harmony es el EP debut del cantante, compositor y actor estadounidense Finneas O'Connell. Fue lanzado el 4 de octubre de 2019 a través del sello discográfico OYOY. El EP incluye 7 sencillos entre los que se encuentran los nuevos temas "Lost my mind", "Partners in Crime" y "Die Alone".

## Antecedentes
El EP marca su primer lanzamiento como solista después de coescribir y producir material para su hermana, la cantante Billie Eilish por varios años. Expresó su deseo de que el "título permaneciera ambiguo para los oyentes, y que cada quien fuese capaz de imbuirlo con su propio significado y justificación", pero aclaró que "blood harmony" —armonía de sangre en español— es una "expresión que se utiliza en inglés para describir la armonía que se escucha cuando los hermanos cantan juntos, esa química biológica, creo que habla por sí misma" Finneas también declaró que "había grabado Shelter hace un par de años y la dejé reposar un tiempo para ver cómo maduraba. Cuando buscaba entre mi música para ver qué lanzar este año, me topé con el demo y me sorprendió descubrir lo mucho que me seguía gustando. Usualmente me aburro de mis temas casi al instante». Él agregó que "la letra del tema trata sobre «el sentimiento de efervescencia que surge cuando amas a alguien»". Por último afirmó que este EP actúa como puente para su álbum debut próximo a lanzarse en 2020. En la preventa de boletos de su acto principal, agotó todas las entradas en solo 5 días.

## Lista de canciones
| Pistas |                                    |          |  |
| N.º    | Título                             | Duración |  |
| 1.     | «I Lost a Friend»                  | 3:57     |  |
| 2.     | «Shelter»                          | 3:07     |  |
| 3.     | «Lost My Mind»                     | 2:49     |  |
| 4.     | «I Don't Miss You at All»          | 2:08     |  |
| 5.     | «Partners in Crime»                | 3:43     |  |
| 6.     | «Let's Fall in Love for the Night» | 3:10     |  |
| 7.     | «Die Alone»                        | 4:21     |  |
| 23:15  |                                    |          |  |